# Bembidion amnicum
Bembidion amnicum är en skalbaggsart som beskrevs av Thomas Casey. Bembidion amnicum ingår i släktet Bembidion och familjen jordlöpare. Inga underarter finns listade i Catalogue of Life.